# 1291
| [ Edytuj tabelę ]                          |                                                                    |
| Książę Małopolski                          | - 1290 Przemysł II 1291 - 1291 Wacław II 1305                      |
| Książę Wielkopolski                        | - 1273 Przemysł II 1296                                            |
| Król Albanii                               | - 1285 Karol II 1301                                               |
| Współksiążęta Andory                       | - 1278 Pere d'Urg 1293 - 1278 Roger Bernard I 1302                 |
| Król Angkoru                               | - 1244 Dżajawarman VIII 1295                                       |
| Król Anglii                                | - 1272 Edward I 1307                                               |
| Król Aragonii i Walencji, hrabia Barcelony | - 1285 Alfons III Liberalny 1291 - 1291 Jakub II Sprawiedliwy 1327 |
| Margrabia Brandenburgii                    | - 1267 Konrad 1304 - 1267 Otto IV 1308                             |
| Książę Burgundii                           | - 1272 Robert II 1306                                              |
| Książę Dolnej Bawarii                      | - 1290 Stefan I 1309 - 1290 Otton III 1312                         |
| Książę Górnej Bawarii                      | - 1253 Ludwik II 1294                                              |
| Cesarz Bizancjum                           | - 1282 Andronik II Paleolog 1328                                   |
| Car Bułgarii                               | - 1280 Jerzy I Terter 1292                                         |
| Cesarz Chin                                | - 1279 Kubilaj-chan 1294                                           |
| Król Cypru                                 | - 1285 Henryk II 1306                                              |
| Król Czech                                 | - 1278 Wacław II 1305                                              |
| Król Danii                                 | - 1286 Eryk Menved 1319                                            |
| Władca Egiptu                              | - 1290 Al-Aszraf Chalil 1293                                       |
| Cesarz Etiopii                             | - 1285 Jagbya Tsyjon 1294                                          |
| Król Francji                               | - 1285 Filip IV Piękny 1314                                        |
| Król Gruzji                                | - 1289 Wachtang II 1292                                            |
| Hrabia Holandii                            | - 1256 Floris V 1296                                               |
| Cesarz Japonii                             | - 1287 Fushimi 1298                                                |
| Kalif                                      | - 1262 Al-Hakim bi-Amr Allah 1302                                  |
| Król Kastylii i Leónu                      | - 1284 Sancho IV Odważny 1295                                      |
| Patriarcha Konstantynopola                 | - 1289 Atanazy I 1293                                              |
| Władca Korei                               | - 1274 Ch’ungnyŏl 1308                                             |
| Wielki książę litewski                     | - 1285 Butygejd 1291 - 1291 Butywid 1296                           |
| Sułtan Maroka                              | - 1286 Abu Jakub Jusuf 1307                                        |
| Książę Mediolanu                           | - 1287 Matteo I Wielki 1302                                        |
| Senior Monako                              | - 1291 Franciszek 1301                                             |
| Książę Moskwy                              | - 1283 Daniel Aleksandrowicz 1303                                  |
| Król Nawarry                               | - 1284 Filip I 1305                                                |
| Król Norwegii                              | - 1280 Eryk II Wróg Księży 1299                                    |
| Hrabia Palatynatu                          | - 1253 Ludwik II Bawarski 1294                                     |
| Papież                                     | - 1288 Mikołaj IV 1292                                             |
| Król Portugalii                            | - 1279 Dionizy I 1325                                              |
| Sułtan Rumu                                | - 1284 Masud II 1293                                               |
| Książę Rusi halickiej                      | - 1270 Lew I 1300                                                  |
| Cesarz Rzymski (niemiecki)                 | - 1273 Rudolf I Habsburg 1291                                      |
| Książę Saksonii                            | - 1260 Albrecht II 1298                                            |
| Król Serbii                                | - 1282 Stefan Urosz II 1321                                        |
| Król Singasari                             | - 1268 Kertanagara 1292                                            |
| Król Szwecji                               | - 1290 Birger I Magnusson 1318                                     |
| Doża Wenecji                               | - 1289 Pietro Gradenigo 1311                                       |
| Król Węgier                                | - 1290 Andrzej III 1301                                            |
| Wielki mistrz zakonu krzyżackiego          | - 1291 Konrad von Feuchtwangen 1296                                |

Rok 1291 / MCCXCI
stulecia: XII wiek ~
XIII wiek ~
XIV wiek

lata: 1281 «
1286 «
1287 «
1288 «
1289 «
1290 «
1291
» 1292
» 1293
» 1294
» 1295
» 1296
» 1301

## Wydarzenia w Polsce
- 18 czerwca – Grudziądz uzyskał prawa miejskie; akt lokacyjny regulujący prawnie granice Grudziądza i nadający mu prawo chełmińskie wystawił na zamku w Lipienku mistrz krajowy Meinhard von Querfurt.
- 1 września – król czeski Wacław II wydał przywilej z Litomyśla dla Małopolski, gwarantujący urzędy dla miejscowych, żołd dla rycerzy i nienakładanie nowych podatków.
- Wspierany przez Węgrów Władysław I Łokietek został zmuszony do opuszczenia Sandomierza. Wycofał się do Łęczycy. Do Małopolski wkroczyła silna armia czeska pod wodzą biskupa bamberskiego Arnolda. Zaraz po nim przybył król Czech Wacław II i – chcąc sobie zjednać społeczeństwo – wydał w Lutomyślu przywilej dotyczący duchowieństwa, rycerstwa i mieszczan. Przyrzekł im nie pobierać żadnych nowych danin ani podatków oprócz tych, co już się należały. W ten sposób również mieszczanie zostali uznani za stan cieszący się wolnością podatkową. Bez ich zgody władca nie mógł narzucać im nowych ciężarów.
- Stawiszyn i Lubomierz otrzymały prawa miejskie.

## Wydarzenia na świecie
- 6 kwietnia – wojska mameluków rozpoczęły oblężenie Akki, stolicy Królestwa Jerozolimskiego.
- 18 maja – upadła ostatnia twierdza krzyżowców – Akka; jej upadek dał kres Królestwu Jerozolimskiemu i ruchowi krucjat.
- 18 czerwca – Jakub II został królem Aragonii.
- 1 sierpnia – założono Konfederację Szwajcarską.
- Szwajcaria odzyskała niepodległość.
- Bratysława uzyskała prawa miejskie.

## Urodzili się
- 8 lutego – Alfons IV, król Portugalii (zm. 1357)
- 23 września – Bolesław III Rozrzutny, książę wrocławski, legnicki i brzeski (zm. 1352)
- 31 października – Philippe de Vitry, francuski kompozytor i teoretyk muzyki (zm. 1361)
- data dzienna nieznana: 
  - Klemens VI, papież (zm. 1352)
  - Joanna Burgundzka (data przybliżona), hrabina Artois i Burgundii, królowa francuska, żona Filipa V Wysokiego (zm. 1330)
  - Małgorzata Ebner, niemiecka dominikanka, mistyczka, błogosławiona katolicka (zm. 1351)
  - Dalmacjusz Moner, kataloński dominikanin, błogosławiony katolicki (zm. 1341)
  - Leszek raciborski (data przybliżona), książę raciborski i kozielski (zm. 1336)

## Zmarli
- 7 marca – Argun-chan, władca z dynastii Ilchanidów (ur. ok. 1258)[1]
- 18 maja – Guillaume de Beaujeu, wielki mistrz zakonu templariuszy (ur. ?)[2]
- 18 czerwca – Alfons III Liberalny, król Aragonii (ur. 1265)[1]
- 26 czerwca – Eleonora Prowansalska, Królowa Anglii (ur. 1223)[1]
- 15 lipca – Rudolf I Habsburg, król Niemiec (ur. 1218)[3]
- 16 sierpnia – Fryderyk Tuta, margrabia Miśni i Łużyc (ur. 1269)[4]
- 20 października – Werner, biskup chełmiński (ur. ?)[1]
- data dzienna nieznana:
  - Tole Buka, chan Złotej Ordy (ur. ?)[5]